# Bernard Voorhoof
Bernard Voorhoof (Lier, 10 mei 1910 - aldaar, 18 februari 1974) was een Belgische voetballer. Hij speelde als aanvaller bij Lierse SK van het eind van de jaren twintig tot na de Tweede Wereldoorlog.

## Biografie

### Clubspeler
Voorhoof was een impulsieve speler die lak had aan tactiek. Hij passeerde gemakkelijk een tegenstander en was uitermate sterk met het hoofd. Hij maakte bij Lierse zijn debuut in de hoogste afdeling op 16 oktober 1927.
In het seizoen 1931/32 werd hij met Lierse een eerste keer landskampioen. Na 2 tweede plaatsen in het seizoen 1934/35 en 1938/39, leek hij met Lierse op weg om een tweede maal landskampioen te worden in het seizoen 1939/40. Door het uitbreken van de Tweede Wereldoorlog, werd de competitie echter afgebroken op 10 mei 1940, enkele speeldagen voor het einde op een moment dat Lierse aan de leiding stond.
Een tweede landstitel volgde dan toch in het daaropvolgende seizoen 1940/41, maar achteraf werd deze competitie als onofficieel beschouwd, door de wegens de oorlog aangepaste competitieformule, die bestond uit twee reeksen met een eindronde tussen de beste ploegen. Een echte tweede landstitel volgde uiteindelijk in het seizoen 1941/42, waarin Lierse amper 13 punten liet liggen en 92 maal scoorde op 26 wedstrijden. In de competitie was Voorhoof topschutter in het seizoen 1939/40.
Met Voorhoof in het elftal eindigde Lierse tussen 1932 en 1944 slechts eenmaal buiten de top 5 in de eindrangschikking. In totaal maakte hij een fabelachtig aantal van 350 doelpunten in 529 wedstrijden voor Lierse, waarvan 318 in 495 wedstrijden in de competitie. Hij is ook de enige die elk seizoen minstens tien doelpunten maakte en de enige die de hele periode eerste klasse 1927-1948 mee deed.
Toen Lierse na het seizoen 1947/48 degradeerde uit de hoogste klasse, verliet Voorhoof na 21 jaar de club. Hij speelde nog een laatste seizoen als speler-trainer bij Racing FC Montegnée en speelde er nog 30 wedstrijden en scoorde 15 keer in Bevordering (toen Derde Klasse).

### Nationale ploeg
In april 1928 werd hij vlak voor zijn 18e verjaardag voor het eerst geselecteerd voor de nationale ploeg voor een interland tegen Frankrijk.
Hij mocht als 20-jarige mee naar het allereerste wereldkampioenschap voetbal van 1930 in Uruguay. Voor het WK van 1934 in Italië werd hij opnieuw geselecteerd, en ook aan het WK van 1938 in Frankrijk nam hij deel.
Bernard Voorhoof was tot 14 november 2017 de topscorer van het Belgische elftal met 30 goals in 61 wedstrijden. Paul Van Himst wist dit in 1974 te evenaren, maar hij had daar 81 wedstrijden nodig en daar was een eigen doelpunt bij van Zweden. Op 14 november 2017 verbrak Romelu Lukaku het record van Voorhoof met zijn 31ste goal tegen Japan.

## Varia
- Bernard Voorhoof werd in 2006 bij het honderdjarig bestaan van Lierse verkozen als Lierse-speler van de eeuw.[3]
- Hij is een van 4 spelers die op alle wereldbekers vóór de Tweede Wereldoorlog (1930, 1934 en 1938) heeft meegespeeld. De andere spelers zijn de Fransen Edmond Delfour en Etienne Mattler en de Hongaar Nicolae Kovacs.
- Voorhoof is de eerste Belgische speler ooit die een doelpunt maakte op een WK. In de wedstrijd Duitsland-België op het WK 1934 maakte hij de beide Belgische doelpunten.
- Voorhoof is na Bert De Cleyn en Jef Mermans nog steeds derde in de lijst van "all-time topscorers" in de Belgische eerste klasse.[4]
- Het record van meeste aantal doelpunten in één wedstrijd in de Belgische eerste klasse. In het seizoen 1939/40 maakte hij acht doelpunten in een wedstrijd tegen Eendracht Aalst (8).
- Was sinds 1940 topschutter van de Rode Duivels met dertig doelpunten, totdat Romelu Lukaku hem voorbij stak in 2018.

## Palmares

### Player
Lierse S.K.
- Eerste Klasse: 1931-32, 1939-40, 1941-42 (kampioen) 1934-35, 1938-39 (vice-kampioen)

### Individueel
- Voormalig Belgisch recordinternational: 1938-1958 (61 caps)[6]
- Voormalig Belgisch record top scorer: 1940-2017 (30 goals)[6]